# Lijst van presidenten van Bolivia
Hieronder volgt een lijst van presidenten van Bolivia vanaf de onafhankelijkheid van het land in 1825 tot heden.

## Presidenten van Bolivia (1825-heden)
| Nr. | President | President | Ambtstermijn                         |
| --- | --------- | --- | ------------------------------------ |
| 1   |           | Simón Bolívar (1783-1830) Bevrijder van Bolivia | 11 augustus 1825 - 29 december 1825  |
| 2   |           | Antonio José de Sucre (1795-1830) Bevrijder van Bolivia President (Vanaf 19 juni 1826) | 29 december 1825 - 18 april 1828     |
| 3   |           | José María Pérez de Urdininea (1784-1865) | 18 april 1828 - 2 augustus 1828      |
| 4   |           | José Miguel de Velasco Franco (1795-1859) (interim) | 2 augustus 1828 - 18 december 1828   |
| 5   |           | Pedro Blanco Soto (1795-1829) (Voorlopig) | 18 december 1828 - 1 januari 1829    |
| 6   |           | José Miguel de Velasco Franco (1795-1859) (interim) | 1 januari 1829 - 24 mei 1829         |
| 7   |           | Andrés de Santa Cruz (1792-1865) Voorlopig president President (vanaf 15 augustus 1831) Opperste Beschermer van de Confederatie van Peru en Bolivia (vanaf 28 oktober 1836)                                   | 24 mei 1829 - 20 februari 1839       |
| 8   |           | José Miguel de Velasco Franco (1795-1859) Voorlopige Opperste Chef Voorlopig President (vanaf 16 juni 1839) President (vanaf 15 augustus 1840)                                                                | 20 februari 1839 - 10 juni 1841      |
| 9   |           | Sebastián Ágreda (1795-1875) Voorlopige Chef | 10 juni 1841 - 9 juli 1841           |
| 10  |           | Mariano Calvo (1782-1842) (interim) | 9 juli 1841 - 22 september 1841      |
| 11  |           | José Ballivián (1805-1852) Voorlopig President President (Vanaf 15 augustus 1844) | 22 september 1841 - 23 december 1847 |
| 12  |           | Eusebio Guilarte Vera (1805-1849) (interim) | 23 december 1847 - 2 januari 1848    |
| 13  |           | José Miguel de Velasco Franco (1795-1859) (voorlopig) | 18 januari 1848 - 6 december 1848    |
| 14  |           | Manuel Isidoro Belzu (1808-1865) Voorlopig President President (Vanaf 15 augustus 1850) | 6 december 1848 - 15 augustus 1855   |
| 15  |           | Jorge Córdova (1822-1861) | 15 augustus 1855 - 21 oktober 1857   |
| 16  |           | José María Linares (1808-1861) Voorlopig President Dictator voor het leven (Vanaf 1858) | 21 oktober 1857 - 14 januari 1861    |
| -   |           | Junta Leiders: Ruperto Fernández José María Achá Manuel Antonio Sánchez (tot 9 april 1861) | 14 januari 1861 - 4 mei 1861         |
| 17  |           | José María Achá (1810-1868) Voorlopig President President (Vanaf 15 augustus 1862) | 4 mei 1861 - 28 december 1864        |
| 18  |           | Mariano Melgarejo (1820-1871) Voorlopig President President (Vanaf 15 augustus 1870) | 28 december 1864 - 15 januari 1871   |
| 19  |           | Agustín Morales (1808-1872) Supreme Chief of the Revolution Voorlopig President (Vanaf 21 januari 1871) President (Vanaf 25 augustus 1872)                                                                    | 15 januari 1871 - 27 november 1872   |
| 20  |           | Tomás Frías Ametller (1804-1884) | 28 november 1872 - 9 mei 1873        |
| 21  |           | Adolfo Ballivián (1831-1874) | 9 mei 1873 - 14 februari 1874        |
| 22  |           | Tomás Frías Ametller (1804-1884) | 14 februari 1874 - 4 mei 1876        |
| 23  |           | Hilarión Daza (1840-1894) | 4 mei 1876 - 14 april 1879           |
| 24  |           | Pedro José de Guerra (1809-1879) | 14 april 1879 - 28 december 1879     |
| 25  |           | Narciso Campero (1813-1896) | 19 januari 1880 - 3 september 1884   |
| 26  |           | Gregorio Pacheco (1823-1899) | 3 september 1884 - 15 augustus 1888  |
| 27  |           | Aniceto Arce (1824-1906) | 15 augustus 1888 - 11 augustus 1892  |
| 28  |           | Mariano Baptista (1832-1907) | 11 augustus 1892 - 19 augustus 1896  |
| 29  |           | Severo Fernández (1849-1925) | 19 augustus 1896 - 12 april 1899     |
| -   |           | Junta Leiders: José Manuel Pando Serapio Reyes Ortiz Macario Pinilla Vargas | 12 april 1899 - 25 oktober 1899      |
| 30  |           | José Manuel Pando (1848-1917) | 25 oktober 1899 - 14 augustus 1904   |
| 31  |           | Ismael Montes (1861-1933) | 14 augustus 1904 - 12 oktober 1909   |
| 32  |           | Eliodoro Villazón (1848-1939) | 12 oktober 1909 - 14 oktober 1913    |
| 33  |           | Ismael Montes (1861-1933) | 14 oktober 1913 - 15 oktober 1917    |
| 34  |           | José Gutiérrez (1869-1929) | 15 oktober 1917 - 12 juli 1920       |
| -   |           | Junta Leiders: Bautista Saavedra José María Escalier José Manuel Ramírez | 13 juli 1920 - 28 januari 1921       |
| 35  |           | Bautista Saavedra (1870-1939) | 28 januari 1921 - 3 september 1925   |
| 36  |           | Felipe S. Guzmán (1879-1932) (voorlopig) | 3 september 1925 - 10 januari 1926   |
| 37  |           | Hernando Siles Reyes (1882-1942) | 10 januari 1926 - 28 mei 1930        |
| -   |           | Raad van Ministers Leden: Alberto Díez de Medina Germán Antelo Arauz (tot 17 juni 1930) Franklin Mercado David Toro José Aguirre Achá Fidel Vega Carlos Banzer Ezequiel Romecín Calderón (vanaf 17 juni 1930) | 28 mei 1930 - 25 juni 1930           |
| 38  |           | Carlos Blanco Galindo (1882-1943) Voorzitter van de Junta Leden: José L. Lanza Filiberto Osorio Bernardino Bilbao Rioja Emilio González Quint José Ayoroa                                                     | 28 juni 1930 - 5 maart 1931          |
| 39  |           | Daniel Salamanca Urey (1868-1935) | 5 maart 1931 - 27 november 1934      |
| 40  |           | José Luis Tejada Sorzano (1882-1938) | 28 november 1934 - 17 mei 1936       |
| 41  |           | David Toro (1882-1938) Voorzitter van de Junta | 20 mei 1936 - 13 juli 1937           |
| 42  |           | Germán Busch (1904-1939) Voorzitter van de Junta President (Vanaf 28 mei 1938) | 13 juli 1937 - 23 augustus 1939      |
| 43  |           | Carlos Quintanilla (1888-1964) (voorlopig) | 23 augustus 1939 - 15 april 1940     |
| 44  |           | Enrique Peñaranda (1892-1969) | 15 april 1940 - 20 december 1943     |
| 45  |           | Gualberto Villarroel (1908-1946) Voorzitter van de Junta Voorlopig President (Vanaf 5 april 1944) President (Vanaf 6 augustus 1944)                                                                           | 20 december 1943 - 21 juli 1946      |
| 46  |           | Néstor Guillén (1890-1966) Voorzitter van de voorlopige Junta | 21 juli 1946 - 15 augustus 1946      |
| 47  |           | Tomás Monje (1884-1959) Voorzitter van de voorlopige Junta | 15 augustus 1946 - 10 maart 1947     |
| 48  |           | Enrique Hertzog (1897-1981) | 10 maart 1947 - 22 oktober 1949      |
| 49  |           | Mamerto Urriolagoitia (1895-1974) Interim President President (Vanaf 24 oktober 1949) | 22 oktober 1949 - 16 mei 1951        |
| 50  |           | Hugo Ballivián (1901-1996) Voorzitter van de Junta Leden: Antonió Seleme Vargas Humberto Torres Ortiz | 16 mei 1951 - 11 april 1952          |
| 51  |           | Víctor Paz Estenssoro (1907-2001) | 11 april 1952 - 6 augustus 1956      |
| 52  |           | Hernán Siles Zuazo (1913-1996) | 6 augustus 1956 - 6 augustus 1960    |
| 53  |           | Víctor Paz Estenssoro (1907-2001) | 6 augustus 1960 - 4 november 1964    |
| 54  |           | René Barrientos (1919-1969) Voorzitter van de Junta | 5 november 1964 - 26 mei 1965        |
| 55  |           | René Barrientos + Alfredo Ovando Candía Voorzitters van de Junta | 26 mei 1965 - 2 januari 1966         |
| 56  |           | Alfredo Ovando Candía (1918-1982) Voorzitter van de Junta | 2 januari 1966 - 6 augustus 1966     |
| 57  |           | René Barrientos (1919-1969) | 6 augustus 1966 - 27 april 1969      |
| 58  |           | Luis Adolfo Siles Salinas (1925-2005) | 27 april 1969 - 26 september 1969    |
| 59  |           | Alfredo Ovando Candía (1918-1982) | 26 september 1969 - 6 oktober 1970   |
| -   |           | Junta van commandanten van de gewapende troepen 1970 Leden: Efraín Guachalla Ibáñez Fernando Sattori Ribera Alberto Albarracín Crespo                                                                         | 6 t/m 7 oktober 1970                 |
| 60  |           | Juan José Torres (1921-1976) | 7 oktober 1970 - 21 augustus 1971    |
| 61  |           | Hugo Banzer (1926-2002) | 21 augustus 1971 - 21 juli 1978      |
| 62  |           | Juan Pereda (1931-2012) | 21 juli 1978 - 24 november 1978      |
| 63  |           | David Padilla (1927-2016) Voorzitter van de Junta | 24 november 1978 - 8 augustus 1979   |
| 64  |           | Wálter Guevara (1912-1996) (interim) | 8 augustus 1979 - 1 november 1979    |
| 65  |           | Alberto Natusch (1933-1994) | 1 t/m 16 november 1979               |
| 66  |           | Lidia Gueiler Tejada (1921-2011) (interim) | 17 november 1979 - 18 juli 1980      |
| -   |           | Junta van commandanten van de gewapende troepen 1980 Leden: Luis García Meza Tejada Waldo Bernal Pereira Ramiro Terrazas Rodríguez                                                                            | 18 juli 1980                         |
| 67  |           | Luis García Meza Tejada (1929) | 18 juli 1980 - 4 augustus 1981       |
| -   |           | Junta van commandanten van de gewapende troepen 1981 Leden: Waldo Bernal Pereira Celso Torrelio Óscar Jaime Pammo                                                                                             | 4 augustus 1981 - 4 september 1981   |
| 68  |           | Celso Torrelio (1933-1999) | 4 september 1981 - 19 juli 1982      |
| -   |           | Junta van commandanten van de gewapende troepen 1982 Leden: Natalio Morales Mosquera Óscar Jaime Pammo Ángel Mariscal Gómez                                                                                   | 19 t/m 21 juli 1982                  |
| 69  |           | Guido Vildoso (1937) | 21 juli 1982 - 10 oktober 1982       |
| 70  |           | Hernán Siles Zuazo (1913-1996) | 10 oktober 1982 - 6 augustus 1985    |
| 71  |           | Víctor Paz Estenssoro (1907-2001) | 6 augustus 1985 - 6 augustus 1989    |
| 72  |           | Jaime Paz Zamora (1939) | 6 augustus 1989 - 6 augustus 1993    |
| 73  |           | Gonzalo Sánchez de Lozada (1930) | 6 augustus 1993 - 6 augustus 1997    |
| 74  |           | Hugo Banzer (1926-2002) | 6 augustus 1997 - 7 augustus 2001    |
| 75  |           | Jorge Quiroga (1960) | 7 augustus 2001 - 6 augustus 2002    |
| 76  |           | Gonzalo Sánchez de Lozada (1930) | 6 augustus 2002 - 17 oktober 2003    |
| 77  |           | Carlos Mesa (1953) | 17 oktober 2003 - 9 juni 2005        |
| 78  |           | Eduardo Rodríguez (1956) (interim) | 9 juni 2005 - 22 januari 2006        |
| 79  |           | Evo Morales (1959) | 22 januari 2006 - 10 november 2019   |
| 80  |           | Jeanine Áñez Chávez (1967) (interim) | 11 november 2019 - 8 november 2020   |
| 81  |           | Luis Arce (1963) | 8 november 2020 - heden              |